# Communauté de communes du Pays Riolais
La communauté de communes du Pays riolais (CCPR) est une communauté de communes française située dans le département de la Haute-Saône, en Franche-Comté, dans la région administrative Bourgogne-Franche-Comté.
.

## Historique
L'intercommunalité a été créée par un arrêté préfectoral du 29 décembre 1999, en substitution du Syndicat intercommunal pour le développement économique du canton de Rioz (SIDE) crée en 1994, avec 14 communes, et principalement destiné à assurer le développement économique de son territoire.
La communauté de communes a augmenté progressivement ses compétences, en intégrant notamment des anciens syndicats de communes (le syndicat d’OPAH, dissous le 31 décembre 1993, le SI  pour la gestion de la halte garderie, mini-crèche de Voray-sur-l’Ognon en 2002, le syndicat du collège en 2005).

## Territoire communautaire

### Composition
En 2022, la communauté de communes est composée des 33 communes suivantes :

| Nom                       | Code Insee | Gentilé            | Superficie (km2) | Population (dernière pop. légale) | Densité (hab./km2) |
| ------------------------- | ---------- | ------------------ | ---------------- | --------------------------------- | ------------------ |
| Rioz (siège)              | 70447      | Riolais            | 17,2             | 2 432 (2022)                      | 141                |
| Aulx-lès-Cromary          | 70036      |                    | 4,33             | 158 (2022)                        | 36                 |
| Bonnevent-Velloreille     | 70076      | Bonneventais       | 5,32             | 408 (2022)                        | 77                 |
| Boulot                    | 70084      |                    | 7,08             | 653 (2022)                        | 92                 |
| Boult                     | 70085      | Boultois           | 14,62            | 708 (2022)                        | 48                 |
| Bussières                 | 70107      |                    | 6,11             | 432 (2022)                        | 71                 |
| Buthiers                  | 70109      | Butherrais         | 5,69             | 326 (2022)                        | 57                 |
| Chambornay-lès-Bellevaux  | 70118      |                    | 5,89             | 185 (2022)                        | 31                 |
| Chaux-la-Lotière          | 70145      |                    | 8,88             | 521 (2022)                        | 59                 |
| Cirey                     | 70154      |                    | 13,09            | 371 (2022)                        | 28                 |
| Cordonnet                 | 70174      |                    | 10,45            | 147 (2022)                        | 14                 |
| Cromary                   | 70189      | Cromariens         | 5,36             | 249 (2022)                        | 46                 |
| Étuz                      | 70224      | Étuziens           | 5,3              | 712 (2022)                        | 134                |
| Fondremand                | 70239      | Romanifontains     | 16,43            | 199 (2022)                        | 12                 |
| Grandvelle-et-le-Perrenot | 70275      | Grandvellois       | 10,44            | 379 (2022)                        | 36                 |
| Hyet                      | 70288      |                    | 6,47             | 119 (2022)                        | 18                 |
| Maizières                 | 70325      |                    | 11,68            | 324 (2022)                        | 28                 |
| La Malachère              | 70326      | Malachériens       | 5,46             | 302 (2022)                        | 55                 |
| Montarlot-lès-Rioz        | 70355      |                    | 9,66             | 314 (2022)                        | 33                 |
| Montboillon               | 70356      | Montboillonais     | 8,43             | 299 (2022)                        | 35                 |
| Neuvelle-lès-Cromary      | 70383      | Neuvellois         | 6,29             | 441 (2022)                        | 70                 |
| Oiselay-et-Grachaux       | 70393      | Oiselaytés         | 22,99            | 433 (2022)                        | 19                 |
| Pennesières               | 70405      |                    | 9,07             | 193 (2022)                        | 21                 |
| Perrouse                  | 70407      | Perrousiens        | 4,39             | 279 (2022)                        | 64                 |
| Quenoche                  | 70431      | Quenochois         | 9,71             | 241 (2022)                        | 25                 |
| Recologne-lès-Rioz        | 70441      | Marouillers        | 10,18            | 270 (2022)                        | 27                 |
| Ruhans                    | 70456      | Ruhannais          | 4,95             | 149 (2022)                        | 30                 |
| Sorans-lès-Breurey        | 70493      |                    | 14,37            | 433 (2022)                        | 30                 |
| Traitiéfontaine           | 70503      |                    | 5,92             | 160 (2022)                        | 27                 |
| Trésilley                 | 70507      |                    | 11,08            | 275 (2022)                        | 25                 |
| Vandelans                 | 70519      |                    | 3,08             | 109 (2022)                        | 35                 |
| Villers-Bouton            | 70560      | Villers-Boutonnois | 5,26             | 178 (2022)                        | 34                 |
| Voray-sur-l'Ognon         | 70575      | Voraysiens         | 6,9              | 867 (2022)                        | 126                |

### Démographie
| 1968  | 1975  | 1982  | 1990  | 1999  | 2008   | 2013   | 2018   |
| ----- | ----- | ----- | ----- | ----- | ------ | ------ | ------ |
| 5 376 | 5 811 | 6 782 | 7 561 | 8 774 | 10 968 | 11 974 | 12 954 |

## Administration

### Siège
Le siège de la communauté de communes est à Rioz, Rue des Frères Lumière, ZA la charrière.

### Élus
La communauté de communes est gérée par un conseil communautaire composé, pour le mandat 2014-2020, de 52 membres titulaires et 18 suppléants (contre 73 titulaires et 38 suppléants lors de la mandature précédente) représentant chacune des communes membres, répartis sensiblement en fonction de la population des communes.
Au terme des élections municipales de 2014 dans la Haute-Saône, le conseil communautaire renouvelé a élu le 16 juillet 2020 sa nouvelle présidente, Nadine Wantz, maire de Rioz, ainsi que ses 6 vice-présidents, qui sont : 
1. Jean-Louis Sauviat, maire de Grandvelle et le Perrenot
2. Christelle Cuenot, maire de Oiselay et Grachaux
3. Dominique Guiguen, maire de Boult
4. Gilles Mainier, maire délégué des Fontenis
5. Guillaume Germain premier maire-adjoint de Etuz
6. Jean-Jacques Noël,  maire de Cirey les Bellevaux

Le bureau communautaire pour la mandature 2020-2026 est constitué du président, des vice-présidents et de trois autres membres.

### Liste des présidents
| Période      | Période                        | Identité        | Étiquette | Qualité |
| ------------ | ------------------------------ | --------------- | --------- | --- |
| 1999         | avril 2014                     | Yves Krattinger | PS        | Enseignant Sénateur de Haute-Saône (2003 → 2014) Conseiller général puis départemental de Rioz (1988 → ) Président du Conseil général puis départemental de Haute-Saône (2001 → ) Maire de Rioz (1995 → 2001) Ancien président du Pays des 7 Rivières Président d'Action 70 Conseiller régional de Franche-Comté (1998 → 2001) |
| avril 2014,  | juillet 2020                   | Roger Renaudot  | PS        | Retraité de l’Éducation nationale Maire de Voray-sur-l'Ognon (2001 → 2020) |
| juillet 2020 | En cours (au 12 décembre 2022) | Nadine Wantz    |           | Cadre territoriale Maire de Rioz (2014 → ) |

### Compétences
L'intercommunalité exerce les compétences qui lui ont été transférées par les communes membres, dans les conditions définies au code général des collectivités territoriales. Il s'agit de : 
- Aménagement de l'espace communautaire :
  - programmes d'aménagement :  Chartes, contrats de développement régionaux et départementaux et programmes européens dont LEADER, charte de territoire du Pays des 7 Rivières, du contrat de Pays et du Pôle d'Excellence Rurale (PER).
  - Cartes communales, plans locaux d'urbanisme (PLU)  et autres Documents d'urbanisme, schéma de cohérence territoriale (SCoT), schémas de secteur et de schémas de zone d'aménagement concerté (ZAC) d'intérêt communautaire.
  - bâtiments et équipements communautaires ;  gestion de la Maison de Pays et de la Maison Communautaire
  - L’établissement, par réalisation, acquisition ou location, sur le territoire du département de la Haute-Saône et les espaces riverains, d'infrastructures et réseaux de téléphonie mobile permettant l'accès des utilisateurs aux technologies Internet; L'acquisition des droits d'usage nécessaires auprès des autorités compétentes ;
  - Nouvelles technologies de l'information et de la communation
  - Études, Système d'information géographique (SIG)
  - Autorité organisatrice de la mobilité de 2e rang (AOT2) pour la mise en place d’un service de transport à la demande ;

- Actions de développement économique : zones d'activités d'intérêt communautaire,  actions de développement économique (construction et gestion de bâtiments  pour permettre l'implantation d'entreprises nouvelles ou le développement d'entreprises existantes, conseil et information aux entreprises, à l'accompagnement de leurs projets, à la promotion et signalisation des zones d'activités communautaires et de toute l'activité économique et touristique existante dans le périmètre de la communauté, taxe de séjour, aides indirectes pour l'accueil et l'environnement des activités, untervention à la demande des communes, en faveur de l'installation et du maintien des commerces, activités artisanales, industrielles et tertiaires.

- Pistes et chemins forestiers, places de retournement et de stockage sur des emprises mises à disposition par les communes membres.
- création et au développement d’une filière bois sans ingérence dans le patrimoine forestier de chaque commune..
- Opération collective de modernisation en milieu rural "ORAC du Pays des 7 Rivières" et participation financière aux diagnostics d'entreprises et à la modernisation de l'appareil commercial, artisanal et de service du Pays Riolais dans le cadre de conventions passées entre les différents partenaires.
- Protection et mise en valeur de l'environnement : résorption des décharges de toute nature, étude d'un programme d'amélioration de l'environnement dans les communes membres, entretien, d'aménagement et de mise en valeur des ruisseaux et cours d'eau et de leurs ouvrages annexes, sauf rivière Ognon, études au profit des communes conduisant à la définition des périmètres de protection des sources et des captages d'eau potable, schémas directeurs d'assainissement en concertation avec les communes membres, réhabilitation et entretien du petit patrimoine architectural propriété des communes membres (fontaines, lavoirs, calvaires, abreuvoirs, monuments votifs) en dehors de ceux situés dans les cimetières communaux ou intercommunaux, aménagement et entretien, en partenariat avec le Pays des 7 Rivières, des chemins de randonnée hors catégorie 1, inscrits au Plan départemental des itinéraires de promenade et de randonnée (PDIPR)
- Politique du logement social d'intérêt communautaire et action par des opérations d'intérêt communautaire, notamment en faveur du logement des personnes défavorisées : programme local de l'habitat (PLH),  opération programmée d'amélioration de l'habitat (OPAH) et programme d'intérêt général (PIG)
- Construction, entretien et fonctionnement d'équipements culturels, sportifs et de loisirs : Gymnase à Rioz, Centre intercommunal de rencontres à Voray-sur-l'Ognon, Dojo à Rioz,    salle multi activités à Etuz, terrain de football synthétique à Perrouse, piscine à Rioz et à Chaux-La-Lotière, tout équipement réalisé par la communauté de communes
- Acquisition et réhabilitation du Moulin de Fondremand
- Mise en réseau des acteurs culturels lors d'événements d'intérêt communautaire et sensibilisation des publics locaux sur l'éducation artistique dans le cadre du Pack culturel ou tout autre programme d'aide à la culture.
- Création et gestion de services à la population : services d'accueil de la petite enfance, crèche et halte-garderie à Rioz et  à Voray-sur-lOgnon, de la crèche, halte-garderie à Etuz, relais communautaire pour les Assistantes Maternelles, contrats petite enfance et des contrats educatifs locaux (CEL) et tous autres contrats liés aux actions concernant la jeunesse, menées en partenariat tant avec la Caisse d'Allocations Familiales qu'avec la Direction Départementale de la Jeunesse et des Sports de l'Etat ou de la Direction Education, Jeunesse et Sport du Conseil Général.
- Mise en oeuvre de la compétence Education musicale dans le cadre du syndicat mixte pour l’École Départementale de Musique.
- Soutien aux projets et actions éducatives au collège de Rioz.
- Service d'accueil et de restauration périscolaires, services d’accueil extrascolaire
- Mise à disposition, à prix coûtant, de personnel communautaire à des collectivités locales, des établissements publics et des associations du Pays Riolais dans le cadre de conventions et mise à disposition de personnel, à prix coûtant, par des collectivités locales, des établissements publics à la CCPR.
- L'ensemble des services scolaires et périscolaires  et des équipements bâtimentaires concourant à l’accueil périscolaire et à l’enseignement public préélémentaire et élémentaire des élèves scolarisés qui résident sur le territoire de la Communauté, et l'ensemble des activités organisées à l'intention des élèves scolarisés qui résident sur le territoire de la Communauté se déroulant durant le temps scolaire hors des bâtiments scolaires, notamment les classes de découverte et classes vertes, ainsi que les activités mises en œuvre en application de la réforme des rythmes scolaires.»
- Collecte et traitement des déchets ménagers
- Gestion des milieux aquatiques et prévention des inondations (GEMAPI)
- Eau potable et assainissement

### Régime fiscal
La Communauté de communes est un établissement public de coopération intercommunale à fiscalité propre.
Afin de financer l'exercice de ses compétences, l'intercommunalité perçoit la fiscalité professionnelle unique (FPU) – qui a succédé à la taxe professionnelle unique (TPU) – et assure une péréquation de ressources entre les communes résidentielles et celles dotées de zones d'activité.
Elle perçoit également la taxe d'enlèvement des ordures ménagères (TEOM), qui finance le fonctionnement de ce service public, et la taxe de séjour.
L'intercommunalité ne reverse pas de dotation de solidarité communautaire (DSC) à ses communes membres.

## Projets et réalisations
Conformément aux dispositions légales, une communauté de communes a pour objet d'associer des « communes au sein d'un espace de solidarité, en vue de l'élaboration d'un projet commun de développement et d'aménagement de l'espace ».
Développement économique
Le SIDE puis la CCPR ont aménagé depuis 1994 plusieurs zones d'activité totalisant plus de 66 hectares répartis entre Voray-sur-l’Ognon (15 ha), Rioz (40 ha), Boulot (6 ha) et Chaux-la-Lotière (2 ha).